# Francisco Ayres
Francisco Ayres es un municipio brasileño del estado del Piauí. Se localiza a una latitud 06º37'23" sur y a una longitud 42º41'34" oeste, estando a una altitud de 125 metros. Su población estimada en 2004 era de 5.343 habitantes.